# Caesia setifera
Caesia setifera är en grästrädsväxtart som beskrevs av John Gilbert Baker. Caesia setifera ingår i släktet Caesia och familjen grästrädsväxter. Inga underarter finns listade i Catalogue of Life.